# Tanh-sinh kvadratura
Tanh-sinh kvadratura je metoda numerické integrace, kterou objevili Hidetosi Takahasi a Masatake Mori v roce 1974.
Název metody odráží fakt, že používá substituci s hyperbolickými funkcemi:
{\displaystyle x=\operatorname {tgh} \left({\frac {1}{2}}\pi \sinh t\right)\,}
pro transformaci integrálu na intervalu x ∈ (−1, +1) na integrál na celé reálné ose t ∈ (−∞, +∞), přičemž oba integrály mají stejnou hodnotu. Protože integrand po této transformaci klesá rychlostí dvojnásobně exponenciální funkce, nazývá se tato metoda anglicky také Double Exponential (DE) formula.

## Popis
Pro danou velikost kroku h je integrál aproximován sumou
{\displaystyle \int _{-1}^{1}f(x)\,dx\approx \sum _{k=-\infty }^{\infty }w_{k}f(x_{k}),}
přičemž integrační body jsou
{\displaystyle x_{k}=\operatorname {tgh} \left({\frac {1}{2}}\pi \sinh kh\right)}
a váhy
{\displaystyle w_{k}={\frac {{\frac {1}{2}}h\pi \cosh kh}{\cosh ^{2}\left({\frac {1}{2}}\pi \sinh kh\right)}}.}

## Vlastnosti
Metoda Tanh-sinh je málo citlivá na chování integrované funkce v koncových bodech. Pokud v jednom nebo obou koncových bodech intervalu (−1, +1) má funkce singularitu nebo nekonečnou derivaci, budou přemapovány na koncové body transformovaného intervalu (−∞,+∞), díky čemuž singularity v koncových bodech a nekonečné derivace zmizí. To vede k velkému zlepšení přesnosti algoritmu numerické integrace, která se typicky provádí lichoběžníkovou metodou. Ve většině případů transformovaný integrand vykazuje velmi rychlý pokles, díky čemuž numerický integrátor konverguje velmi rychle.
Stejně jako Gaussovo kvadraturní pravidlo je Tanh-sinh kvadratura velmi vhodná pro výpočty s libovolnou přesností, kde je požadována přesnost stovek nebo dokonce tisíců číslic. Rychlost konvergence je pro dostatečně rozumné integrandy exponenciální funkcí (v diskretizačním smyslu): zdvojnásobením počtu integračních bodů se přibližně zdvojnásobuje počet platných číslic.
Pro hladké integrandy není Tanh-sinh kvadratura tak efektivní jako gaussovská kvadratura, ale jak už bylo zmíněno, na rozdíl od gaussovské kvadratury má sklon fungovat stejně dobře s integrandy, které mají singularity nebo nekonečné derivace v jednom nebo obou koncových bodech integračního intervalu. Navíc může tanh-sinh kvadratura pracovat progresivně, kdy se velikost kroku půlí pokaždé, když se zvýší úroveň pravidla, přičemž se využívají dříve vypočítané funkční hodnoty. Další výhodou je, že integrační body a váhy lze relativně jednoduše spočítat. Cena výpočtu dvojice (bod integrace, váha) pro přesnost n číslic je zhruba n2 log2 n v porovnání s n3 log n pro gaussovskou kvadraturu.
Bailey a další provedli rozsáhlý výzkum tanh-sinh kvadratury, gaussovské kvadratury, kvadratury chybové funkce, a několika klasických metod numerické integrace a zjistili, že klasické metody nemohou prvním třem metodám konkurovat, obzvlášť když jsou požadovány výsledky s vysokou přesností. V příspěvku prezentovaném na konferenci RNC5 on Real Numbers and Computers v září 2003, který porovnával Tanh-sinh kvadraturu s gaussovskou kvadraturou a kvadraturou chybové funkce, Bailey a Li prezentovali, že „Celkově se Tanh-sinh schéma zdá být nejlepší. Rovnoměrně kombinuje výtečnou přesnost a rychlý výpočet. Z metod, které v současnosti máme, se nejvíce blíží skutečně univerzální metodě numerické integrace.“
Při porovnávání tanh-sinh s gaussovskou kvadraturou a kvadraturou chybové funkce, Bailey et al. (2005) zjistili, že pro integrandy, které se nejčastěji objevují v matematickém výzkumu, se Tanh-sinh metoda zdá být nejlepší.
Bailey (2006) uvádí, že: „Tanh-sinh metoda numerické integrace je nejrychlejší aktuálně známou metodou numerické integrace s vysokou přesností, obzvláště, když bereme v úvahu čas výpočtu integračního bodu a váhy. Byla úspěšně používána pro kvadraturní výpočty se přesností až 20 000 číslic.“
Lze shrnout, že numerická integrace metodou Tanh-sinh je navržena tak, že dává nejpřesnější výsledky pro minimální počet vyhodnocování integrované funkce. V praxi je kvadratura Tanh-sinh téměř invariantně nejlepší metoda a často je jedinou efektivní metodou, pokud je požadován výsledek s vysokou přesností.

## Implementace
Knihovna Boost pro jazyk C++ implementuje metody integrace tanh-sinh, exp-sinh a sinh-sinh
Graeme F. Dennes implementoval Tanh-sinh kvadraturu v makrojazyce používaném Microsoft Excel.